# كريستين كيم جنسن
كريستين كيم جنسن (بالنرويجية البوكمول: Christine Bøe Jensen)‏ هي لاعبة كرة قدم نرويجية، ولدت في 3 يونيو 1975 في هامرفست في النرويج. لعبت مع IK Grand Bodø ‏.

## وصلات خارجية
- كريستين كيم جنسن على موقع الاتحاد الدولي (مؤرشف)  (الإنجليزية)
- كريستين كيم جنسن على موقع اتحاد النرويج (النرويجية)
- كريستين كيم جنسن على موقع قاعدة بيانات كرة القدم.إي يو (الإنجليزية)
- كريستين كيم جنسن على موقع عالم كرة القدم.نت (الإنجليزية)
- كريستين كيم جنسن على موقع أوليمبيديا (الإنجليزية)